# Диаризос
Диаризос (греч. Διαρίζος ποταμός) — река на острове Кипр.
Является четвёртой по величине рекой Кипра, её длина составляет 42 км. Берёт своё начало в горах Троодос у деревни Фоини, течёт вначале на запад, потом на юго-запад. Впадает в Средиземное море близ Старого Пафоса.
В узкой долине реки растут сосны, тополя, платаны, можжевельники и огромное количество цветов. Местные жители занимаются выращиванием яблок, груш, слив, вишен, орехов, персиков, черемши, айвы, инжира и миндаля, но преобладает виноградарство.